# Allogalumna vojnitsi
Allogalumna vojnitsi är en kvalsterart som beskrevs av Sandór Mahunka 1993. Allogalumna vojnitsi ingår i släktet Allogalumna och familjen Galumnidae. Inga underarter finns listade i Catalogue of Life.